# دوبرا (استان اوپوله)
دوبرا (به لهستانی:  Dobra) یک روستا در لهستان است که در گمینا ستژلچکی واقع شده‌است. دوبرا ۷۴۱ نفر جمعیت دارد.